# Goera redsat
Goera redsat is een schietmot uit de familie Goeridae.
De soort komt voor in het Oriëntaals gebied.